# 圣多明各-德拉斯波萨达斯
圣多明各-德拉斯波萨达斯是西班牙卡斯蒂利亚-莱昂阿维拉省的一个市镇。总面积13平方公里，总人口85人（2001年），人口密度7人/平方公里。